# Дочь посла
«Дочь посла» (тур. Sefirin Kızı) — турецкий телесериал в жанре драмы. Первая серия вышла 16 декабря 2019 года, режиссёром является Эмре Кабакушак, сериал снят по сценарию Айше Ферда Эрыылмаз и Седеф Нехир Эрдем. В главных ролях Неслихан Атагюль и Энгин Акюрек.

## Сюжет сериала
Молодые люди Санджар и Нарэ безумно полюбили друг друга, однако отец девушки был против их отношений. Однажды Нарэ и Санджар решают сбежать и тайно пожениться. Однако в первую брачную ночь между влюбленными происходит размолвка и Санджар прогоняет возлюбленную, после чего Нарэ исчезает. Санджар в отчаянии. Он считает, что у девушки есть любовник, и она ушла к нему. Но дела обстоят совсем иначе — Нарэ пыталась покончить с собой бросившись со скалы, но выжила. Так и существовали они страдая в одиночку и тоскуя друг по другу. Спустя 9 лет Нарэ вновь появляется в жизни Санджара. И в самый неожиданный момент — когда он уже собирался жениться на другой женщине, решив начать жизнь заново… Сможет ли Санджар залечить раны, нанесенные им же самим? Возродится ли их любовь из пепла, в который превратилась сгорая на протяжении многих лет?

## В ролях
| Актер                | Роль            | Серии |
| -------------------- | --------------- | ----- |
| Энгин Акюрек         | Санджар Эфэоглу | 1-52  |
| Неслихан Атагюль     | Нарэ Челеби     | 1-36  |
| Туба Бюйюкюстюн      | Мави            | 37-52 |
| Берен Генчальп       | Мелек Челеби    | 1-52  |
| Гонджа Джиласун      | Халисе Эфеоглу  | 1-52  |
| Догукан Полат        | Яхья Эфеоглу    | 1-52  |
| Хивда Зизан Альп     | Эльван Эфеоглу  | 1-52  |
| Джемре Октем         | Зехра Эфеоглу   | 1-52  |
| Зеррин Сюмер         | Фериде Эфэоглу  | 26-36 |
| Озлем Чакар-Ялчынкая | Рефика Ишиклы   | 1-41  |
| Эсра Кызылдоган      | Мюге Ышиклы     | 1-46  |
| Ураз Кайгылароглу    | Гедиз Ишиклы    | 1-37  |
| Эдип Тепели          | Каврук Омер     | 1-    |
| Нилюфер Кылычарслан  | Атикэ Йылмаз    | 1-35  |
| Тулин Язкан          | Менекше Йылмаз  | 1-35  |
| Сами Аксу            | Недждет Йылмаз  | 1-    |
| Бюлент Чакрак        | Кахраман Боз    | 12-40 |
| Гёзде Чигаджи        | Джейлан         | 17-40 |
| Эрдал Кючюккёмюрджю  | Гювен Челеби    | 1-    |
| Эрхан Алпай          | Акин Байдар     | 1-26  |
| Дениз Ишин           | Сахра Ялчин     | 27-34 |
| Дуйгу Караджа        | Эшэ             | 1-34  |
| Ягмур Башкурт        | Гюлсие          | 1-    |
| Илайда Ылдыр         | Дуду            | 3-52  |
| Фуркан Аксой         | Локи            | 7-29  |
| Ферит Актуг          | Бора            | 39-   |
| Шафак Башкая         | Седат           | 42-   |

## Критика
Сериал, вышедший в 2019 году, вызвал интерес у зрителей. О сюжете отзываются как о типичном для «мыльных опер».
По данным опроса журнала Gecce, сериал занял третье место в рейтинге турецких сериалов сезона 2019/2020.